# 自由门
自由门是主要成员为法轮功学员的全球網絡自由聯盟及动态互联网技术公司（Dynamic Internet Technology, Inc.）联合開發的一种破网软件，一般用来突破中華人民共和國政府建立的防火长城以浏览被当局屏蔽的网站或收发邮件。除了中国大陆，在伊朗、叙利亚、阿联酋等含有互联网审查的国家中也有很多用户使用该软件访问被其政府屏蔽的网站。

## 歷史

### 成立
2001年，美国非盈利组织全球网络自由联盟成立，动态网即是此聯盟于2002年3月创建，主要成员为法轮功学员，创立的初衷为突破中華人民共和國政府对法轮功信息的封锁，該聯盟主要从事突破网络封锁软件的开发，主要软件有自由门、逍遥游、动网通等多款。

### 其他國家
据美国国会参议院2011年2月15日公布的报告显示，埃及、叙利亚、伊朗、沙特阿拉伯、缅甸和越南等国民众使用自由门和无界网络等软件以翻越自己国家的互联网审查。

## 特點
自由門的設計對用戶盡可能簡單透明。用戶可以將一個小型應用程序的軟件下載到計算機或移動設備。安裝完畢後，自由門允許用戶訪問該動態網，而不必經常搜尋未被封殺的服務器。自由門採用了一系列的加密，但無法保證隱私。DIT估計，自由門的用戶分佈在幾十個國家，但自由門的設計和支持最初是幫助兩個特定的國家——中國和伊朗——的用戶繞過政府檢查。有興趣衝破中國的“防火长城”和伊朗大範圍網控的用戶，自由門可以提供幫助。例如，中國用戶訪問谷歌，搜索“天安門”將很難獲得結果。相比之下，如果在瑞典登訪谷歌，情況就不一樣。這是因為中國過濾和監控進出中國的網絡流通。通過使用自由門代理服務器，中國用戶可以有效地隱瞞身份和所在的地點，從而繞過防火牆。
自由门能在Windows系统中运行，并且可以通过Wine软件在Linux和Mac操作系统运行。自由门有代理控制功能，用户可以选择让所有网站通过自由门访问，也可以使部分网站不通过自由门访问（黑名单），或者只允许部分网站通过自由门访问（白名单）。

## 缺陷
自由門還是有缺陷。雖然動態網採用先進技術不斷變換代理服務器和鏡像站點，自由門的規模仍然有限。此外，動態網大部分鏡像站點都設在台灣或美國。因为中华人民共和国政府知道服务器的具体地理位置，所以可以轻易进行封锁。還有，已經發生了好幾起冒牌自由門的惡意軟件，而不是根據傳送協議的翻牆軟件，被下載安裝在用戶計算機上。由於動態網發布了許多不同版本的自由門，這可能會給用戶造成混亂： 他們無法知道並確信使用的版本是否貨真價實。

## 相关事件

### 恶意软件报告
2004年，赛门铁克在中国大陸的员工的报告，指出諾頓防毒会将自由门视为特洛伊木马软件。有人担心这可能是中国政府鼓励从计算机中删除特定软件的伎俩。赛门铁克解释说，这是因为自由门有与木马有类似的行为，即使用代理穿透防火墙。之后赛门铁克修改了木马的检测方法以排除自由门。
央视网2012年发布了一封报道，该报道认为自由门和无界等翻墙软件是病毒。此外，中國大陆媒体新浪網2008年曾轉載IT168網站的文章指出，類似自由門的代理軟件，可能被一些企业员工用于突破公司內部的防火墙，被用來洩漏企业机密。
有报道指出，2013年叙利亚的亲政府人员向反叛分子发送消息，鼓励他们下载一个名为“Freegate”的文件，并称该文件旨在帮助持不同政见者规避国家监管机构。但实际上它是一个恶意软件，使得入侵者能够监控受害者在他们的计算机上输入的内容，读取或删除受害者的文件。
2013年8月，自由门测试了一套新的代理程序，这被一些人视为钓鱼式攻击：来自伊朗的报告指出当伊朗用户使用自由门突破网络封锁访问Facebook的时候，进入的不是Facebook主页，而是一个虚假的页面。自由门方面指出这是他们在测试一套新的代理程序，假页面是隧道。信息技术专家警告用户小心隧道链路，因为它不使用傳輸層安全協議，所以用户的信息是未经加密的。